# Cupra Tavascan

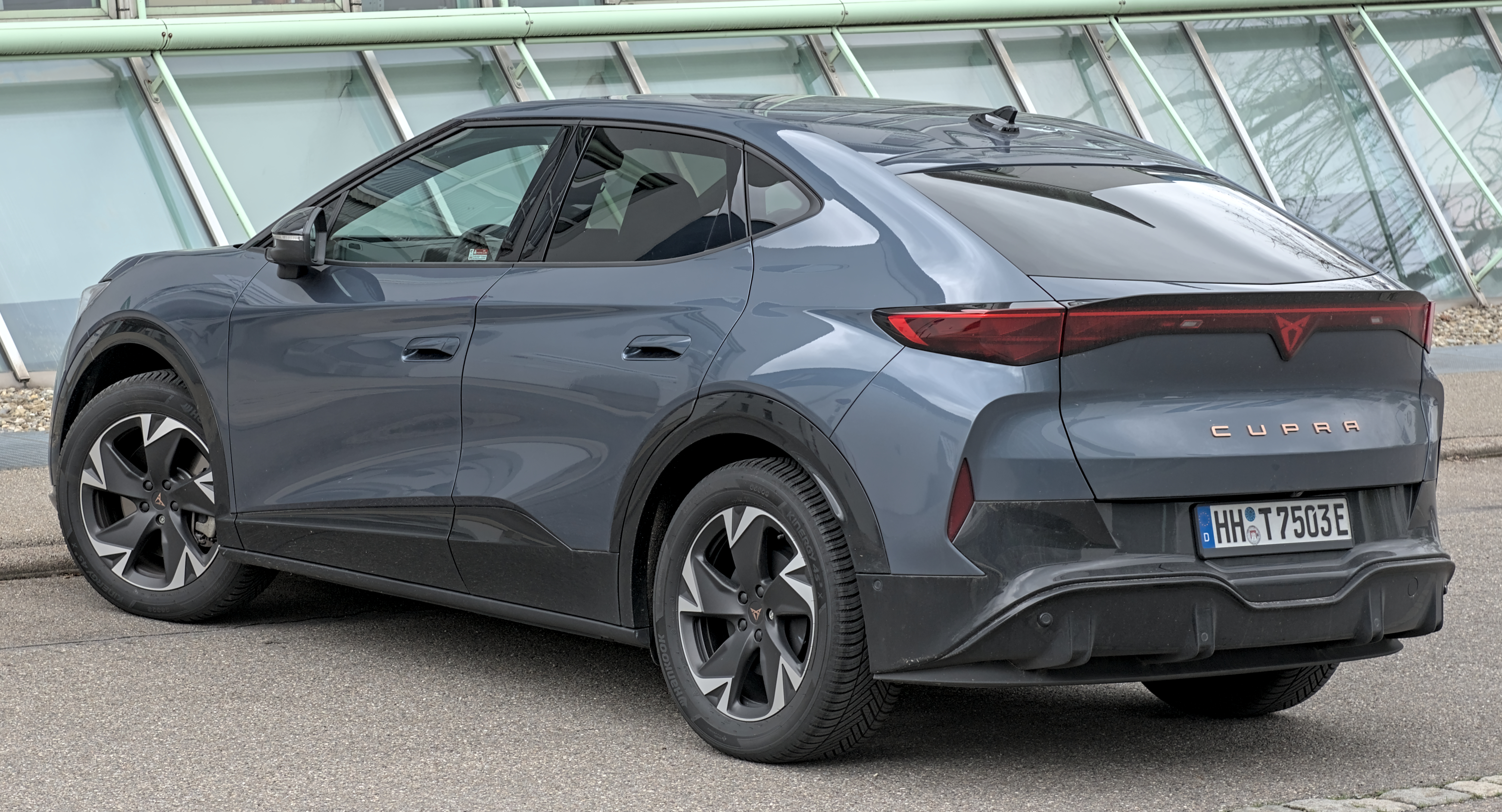
Heckansicht

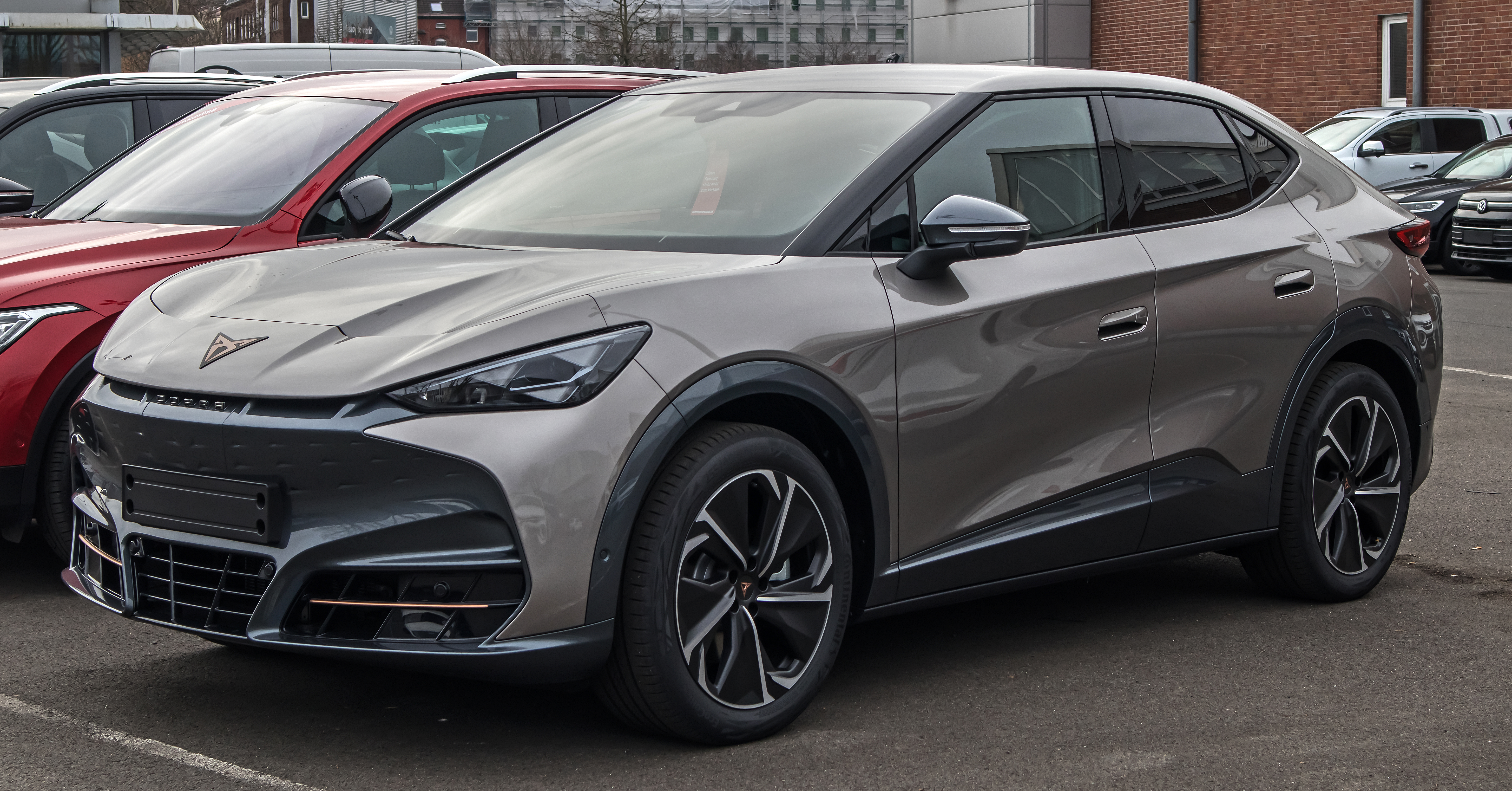
Cupra Tavascan VZ (seit 2023)

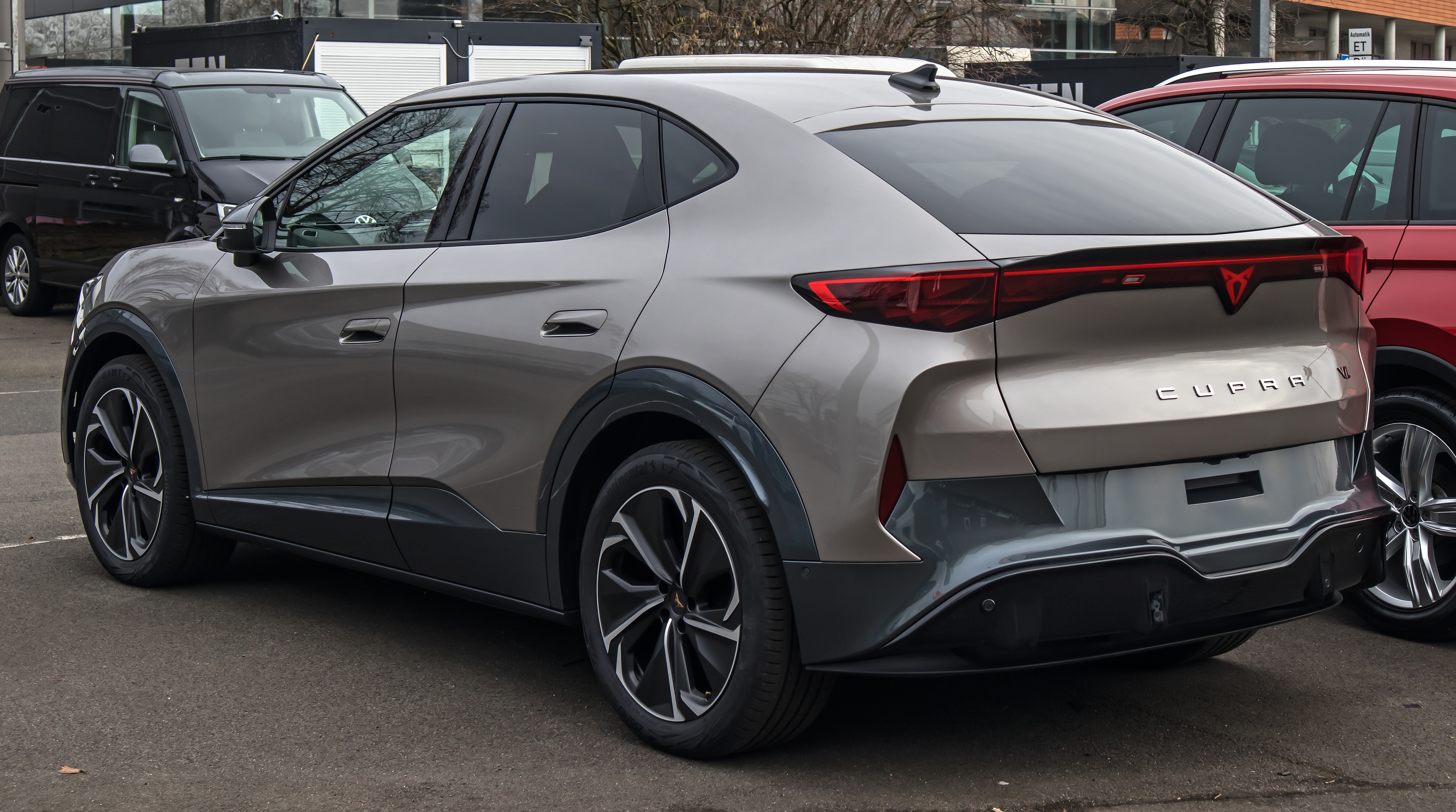
Heckansicht

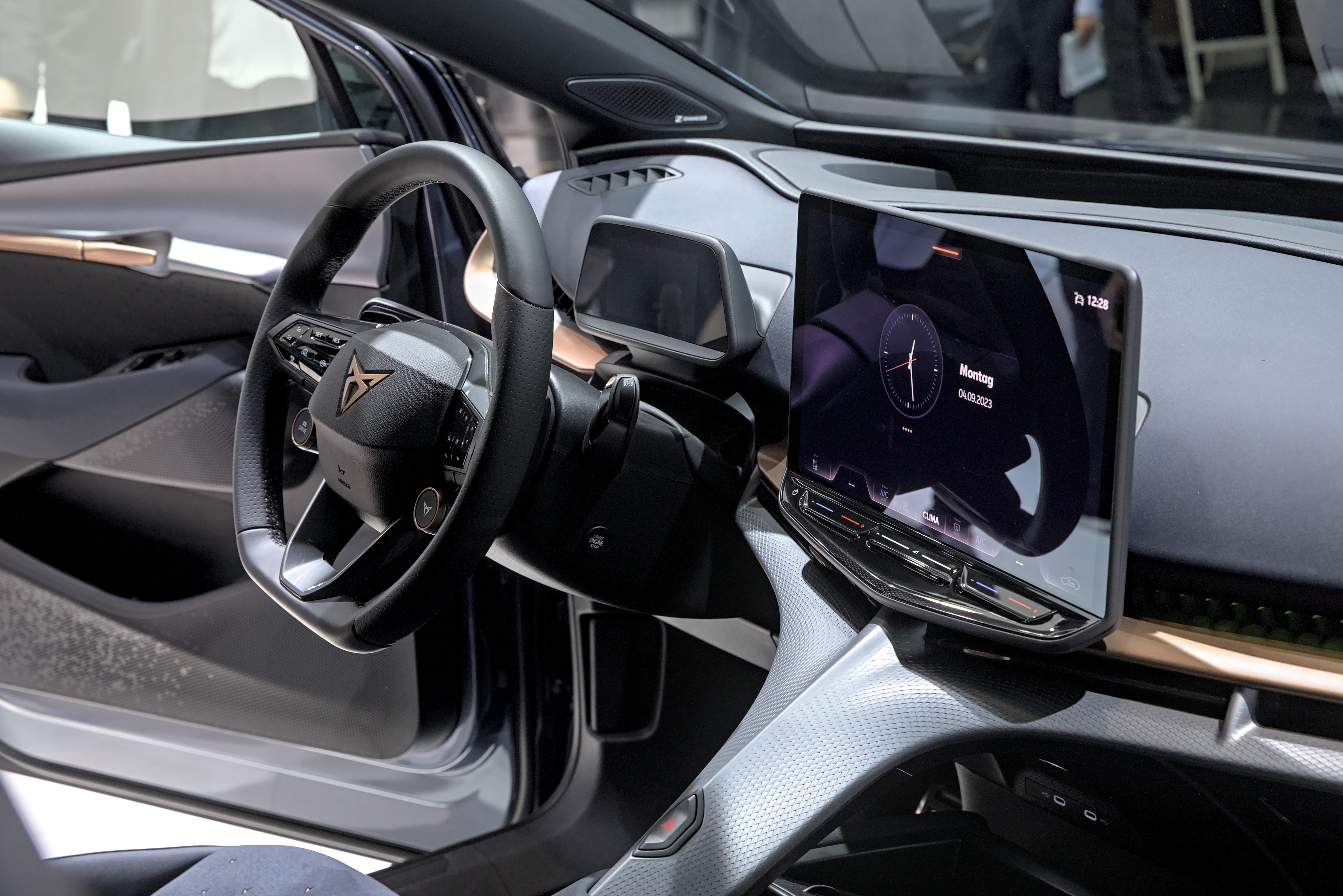
Innenansicht

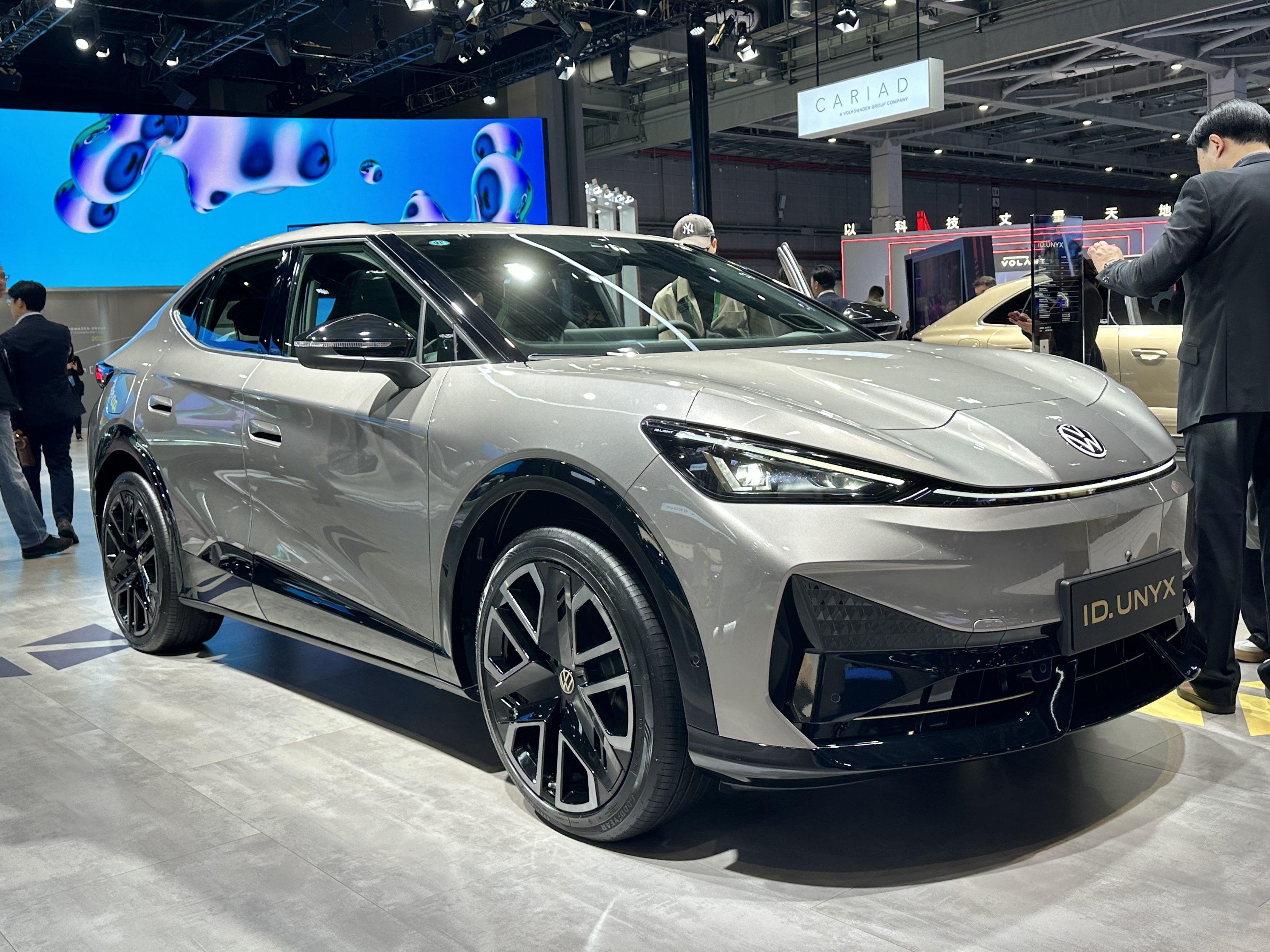
VW ID.Unyx

Der Cupra Tavascan ist ein SUV und der zweite als Elektroauto konzipierte Pkw des spanischen Autoherstellers Cupra. Er ist nach dem Dorf Tavascán in den Pyrenäen benannt.
In China, wo die Marke Cupra nicht präsent ist, wird die Baureihe mit leichten Veränderungen als VW ID. Unyx (seit 2025: VW ID. Unyx 06) von Volkswagen Anhui angeboten.

## Geschichte
Ein Konzeptfahrzeug als Ausblick auf ein SUV-Coupé von Cupra wurde erstmals als Showcar auf der IAA im September 2019 vorgestellt. Für die Rennserie Extreme E wurde im September 2021 ebenfalls auf der IAA der Cupra Tavascan Extreme E Concept enthüllt.

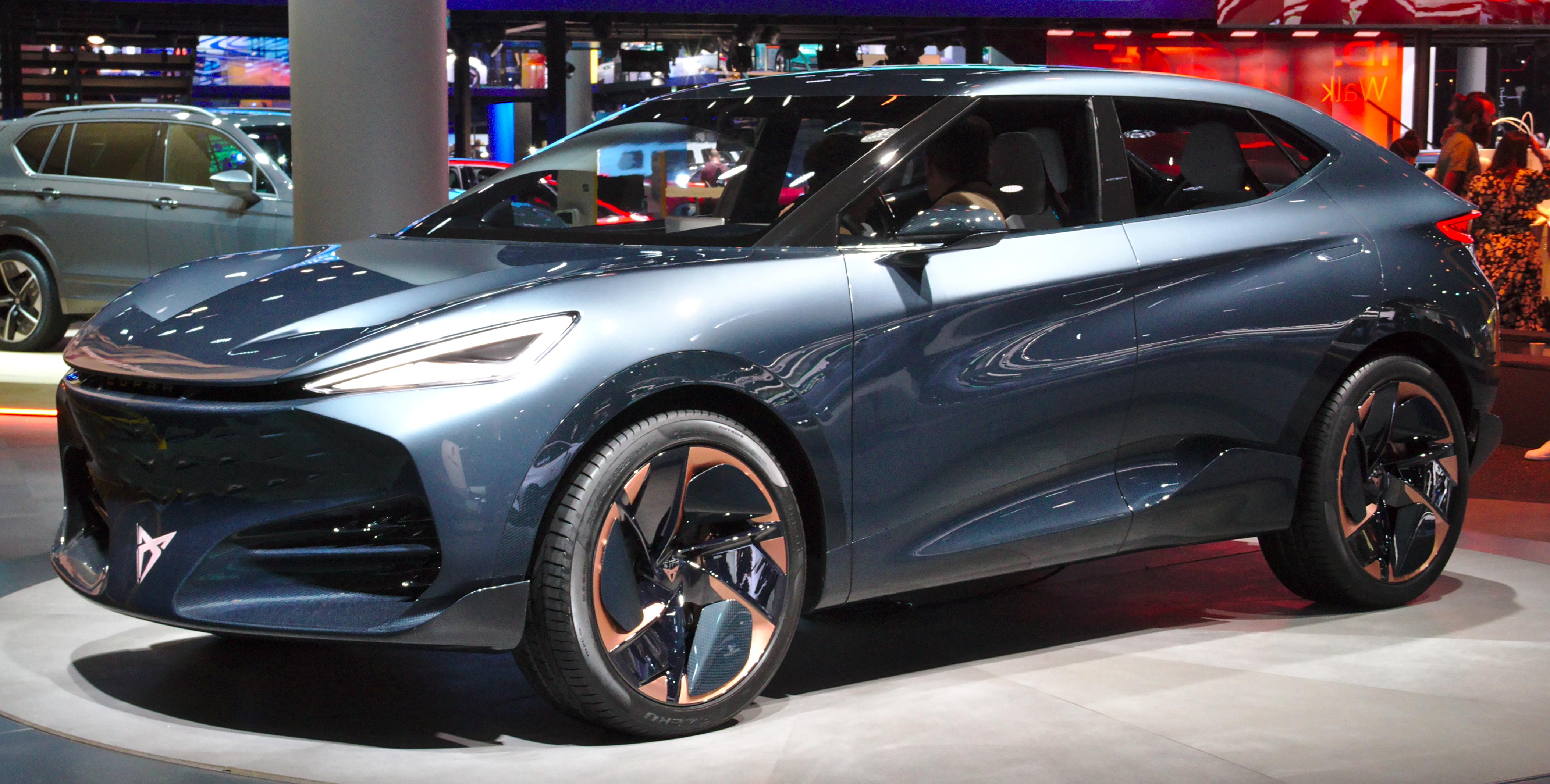
Cupra Tavascan Concept auf der IAA 2019
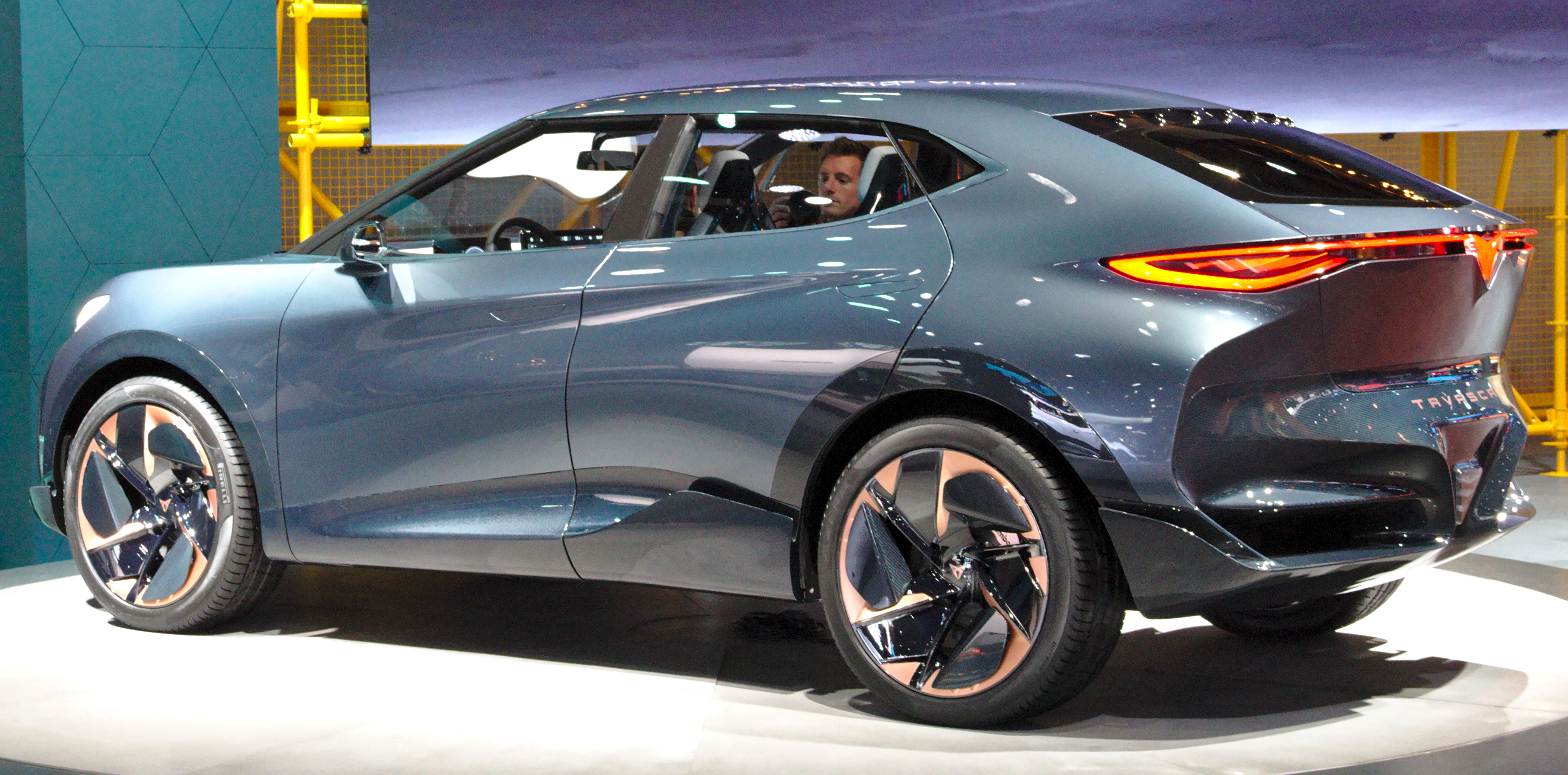
Heckansicht
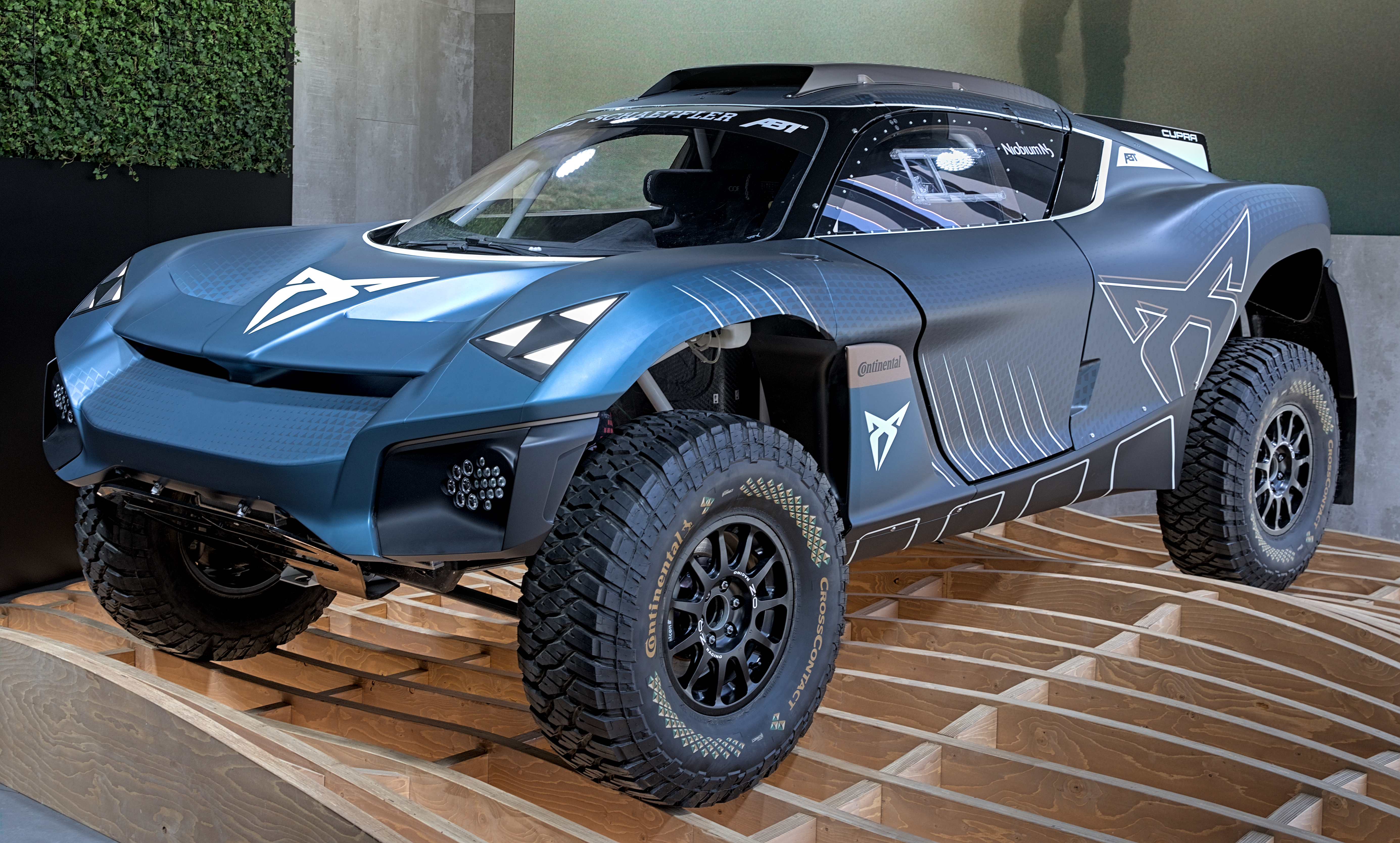
Cupra Tavascan Extreme E Concept  auf der IAA 2021

Das Serienmodell des Tavascan präsentierte Cupra schließlich im April 2023. Gebaut wird das Fahrzeug seit Dezember 2023 im chinesischen Anhui in Zusammenarbeit mit Anhui Jianghuai Automobile. Der Verkauf startete im Juni 2024.

## Sicherheit
Im November 2024 wurde der Tavascan vom Euro NCAP auf die Fahrzeugsicherheit getestet. Er erhielt fünf von fünf möglichen Sternen.

## Technik
Technisch ähnelt der 4,64 Meter lange Tavascan dem Schwestermodell VW ID.4, das ebenfalls auf dem Modularen E-Antriebs-Baukasten (MEB) basiert. Der Wagen hat an der Hinterachse einen 210 kW (286 PS) starken Permanentmagnet-Synchronmotor. In der Version VZ wird dieser von einem 80 kW (109 PS) starken Asynchronmotor an der Vorderachse unterstützt. Dadurch ergibt sich ein elektrischer Allradantrieb. Als Energiespeicher kommt im Tavascan ein Lithium-Ionen-Akkumulator mit einem Netto-Energieinhalt von 77 kWh zum Einsatz. Er ermöglicht eine elektrische Reichweite von bis zu 569 km nach dem WLTP-Zyklus. Der Luftwiderstandsbeiwert (cw) des Tavascan beträgt 0,27.

## Technische Daten
|                                                   |                                                   | Tavascan Endurance                      | Tavascan VZ                                                                         |
| ------------------------------------------------- | ------------------------------------------------- | --------------------------------------- | ----------------------------------------------------------------------------------- |
| Bauzeitraum                                       | Bauzeitraum                                       | seit 12/2023                            | seit 12/2023                                                                        |
| Motorart                                          | Motorart                                          | permanentmagneterregte Synchronmaschine | Vorderachse: Asynchronmaschine Hinterachse: permanentmagneterregte Synchronmaschine |
| Motor Hinterachse                                 | Motor Hinterachse                                 | APP550                                  | APP550                                                                              |
| max. Systemleistung                               | max. Systemleistung                               | 210 kW (286 PS)                         | 250 kW (340 PS)                                                                     |
| Leistung, Vorderachse, Peak                       | Leistung, Vorderachse, Peak                       | –                                       | 80 kW (109 PS)                                                                      |
| Leistung, Hinterachse, Peak                       | Leistung, Hinterachse, Peak                       | 210 kW (286 PS)                         | 210 kW (286 PS)                                                                     |
| max. Drehmoment des Frontmotors                   | max. Drehmoment des Frontmotors                   | –                                       | 134 Nm                                                                              |
| max. Drehmoment des Heckmotors                    | max. Drehmoment des Heckmotors                    | 545 Nm                                  | 545 Nm                                                                              |
| Antriebsart, Serie                                | Antriebsart, Serie                                | Heckantrieb                             | elektrischer Allradantrieb                                                          |
| Getriebe, Serie                                   | Getriebe, Serie                                   | zweistufig übersetztes Eingang-Getriebe | zweistufig übersetztes Eingang-Getriebe                                             |
| Leergewicht                                       | Leergewicht                                       | 2178 kg                                 | 2273 kg                                                                             |
| zulässiges Gesamtgewicht                          | zulässiges Gesamtgewicht                          | 2700 kg                                 | 2780 kg                                                                             |
| Beschleunigung, 0–100 km/h                        | Beschleunigung, 0–100 km/h                        | 6,8 s                                   | 5,5 s                                                                               |
| Höchstgeschwindigkeit                             | Höchstgeschwindigkeit                             | 180 km/h                                | 180 km/h                                                                            |
| Wechselstrom (AC)                                 | Anschluss                                         | Typ 2                                   | Typ 2                                                                               |
| Wechselstrom (AC)                                 | Ladeleistung                                      | 11 kW                                   | 11 kW                                                                               |
| Wechselstrom (AC)                                 | Ladedauer (0–100 % SoC)                           | 8 Stunden                               | 8 Stunden                                                                           |
| Gleichstrom (DC)                                  | Anschluss                                         | Typ 2 CCS                               | Typ 2 CCS                                                                           |
| Gleichstrom (DC)                                  | Ladeleistung                                      | 135 kW                                  | 135 kW                                                                              |
| Gleichstrom (DC)                                  | Ladedauer (10–80 % SoC)                           | 28 Minuten                              | 28 Minuten                                                                          |
| max. Energieinhalt der Batterie, brutto / netto   | max. Energieinhalt der Batterie, brutto / netto   | 82 kWh / 77 kWh                         | 82 kWh / 77 kWh                                                                     |
| Energieverbrauch nach WLTP auf 100 km, kombiniert | Energieverbrauch nach WLTP auf 100 km, kombiniert | 15,1–17,4 kWh                           | 16,5–18,1 kWh                                                                       |
| Reichweite nach WLTP                              | Reichweite nach WLTP                              | 501–569 km                              | 477–521 km                                                                          |

## Zulassungszahlen in Deutschland
Im ersten Verkaufsjahr wurden in der Bundesrepublik Deutschland insgesamt 1.601 Cupra Tavascan neu zugelassen.
| 789 \| \| |
|           |

|  |

| 812 \| \| |
|           |

|  |

| 789 \| \| |
|           |

|  |

| 812 \| \| |
|           |

|  |

| 789 \| \| |
|           |

|  |

| 812 \| \| |
|           |

|  |

| 789 \| \| |
|           |

|  |

| 812 \| \| |
|           |

|  |

| 789 \| \| |
|           |

|  |

| 812 \| \| |
|           |

|  |

| 789 \| \| |
|           |

|  |

| 812 \| \| |
|           |

|  |

| 789 \| \| |
|           |

|  |

| 812 \| \| |
|           |

|  |

| 789 \| \| |
|           |

|  |

| 812 \| \| |
|           |

|  |

|  | Hinterradantrieb |

|  | Hinterradantrieb |

|  | Allradantrieb |

|  | Allradantrieb |